# Anthene monteironis
Anthene monteironis är en fjärilsart som beskrevs av Kirby 1878. Anthene monteironis ingår i släktet Anthene och familjen juvelvingar. Inga underarter finns listade i Catalogue of Life.